# Suporte à vida

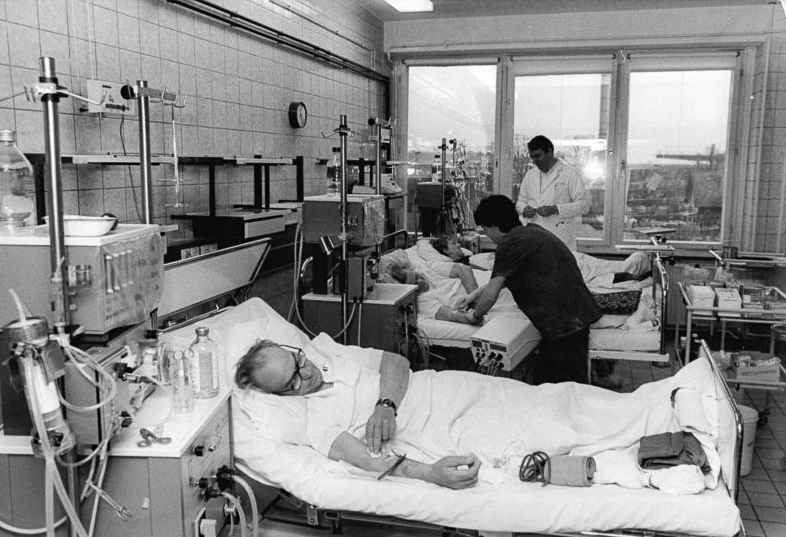
Pacientes numa UTI ligados ao suporte de vida.

Um sistema de suporte à vida é todo o aparato envolvido que garanta as condições para a permanência ou subsistência da vida humana (ainda que provisória) num determinado ambiente ou condições físicas hostis.
Em exploração espacial, o sistema geral inclui, geralmente, sistemas de pressurização, filtragem e renovação do ar interno.
- O sistema de pressurização fornece uma pressão ideal da cabine para a vida humana (acima de 700Hpa), evitando assim, a hipóxia e aeroembolismo.
- A filtragem e renovação do ar são feitos por sistemas que tem o intuito principal de evitar o crescimento do índice de gases nocivos à vida humana (exemplo: dióxido de carbono, libertado pela própria respiração).

Porém, em medicina (ou enfermagem) o sistema de suporte à vida é qualquer aparato que permita a subsistência da pessoa, como a intubação para alimentação, cateteres, ventiladores, o bypass, etc.